# Marian Zygmanowski
Marian Zygmanowski (ur.? w ?, zm. ?  w ?) – polski polityk, w latach 1955–1956 dyrektor Urzędu do Spraw Wyznań.
Jako nowy dyrektor UdsW Marian Zygmanowski zaproponował biskupowi Czesławowi Kaczmarkowi wysłanie prośby do 
Rady Państwa o ułaskawienie. Biskup zastosował się do propozycji i w lipcu 1955 takie pismo przekazane zostało za pośrednictwem UdsW. W sprawie kardynała Stefana Wyszyńskiego utrzymał w mocy wydany mu w 1953 zakaz wykonywania funkcji, wynikających z piastowania poprzednio stanowisk kościelnych oraz zakaz jakichkolwiek wystąpień publicznych. Pełniąc nadal funkcję dyrektora UdsW 13 marca 1956 przyjął kondolencje z powodu śmierci Bolesława Bieruta złożone w imieniu Episkopatu przez biskupa Zygmunta Choromańskiego, a w dniach następnych od przedstawicieli pozostałych związków wyznaniowych.